# Кучерук Віталій Васильович
Віталій Васильович Кучерук (17 березня 1999, с. Олександрія, Рівненська область — 26 лютого 2022, м. Васильків, Київська область) — Український військовослужбовець, лейтенант 128 ОГШБр Збройних сил України, учасник російсько-української війни. Лицар ордена Богдана Хмельницького III ступеня (2022, посмертно).

## Життєпис
Віталій Кучерук народився 17 березня 1999 року в селі Олександрія, нині Олександрійської громади Рівненського району Рівненської области України.
Начався в Олександрійській загальноосвітній школі. 2020 року закінчив Національну академію сухопутних військ імені гетьмана Петра Сагайдачного.
Проходив службу в 128-й окремій гірсько-штурмовій бригаді.
Командир реактивного артилерійського взводу — старший офіцер реактивної артилерійської батареї. Під час повномасштабного російського вторгнення в Україну 2022 року обороняв Київ. Загинув 26 лютого 2022 року внаслідок обстрілу, з боку ДРГ рф, колони артилерійського розрахунку ЗСУ, в місті Васильків під Києвом (див.: Бої за Васильків).
Похований 2 березня 2022 року в родинному селі.

## Нагороди
- орден Богдана Хмельницького III ступеня (4 березня 2022, посмертно) — за особисту мужність і самовіддані дії, виявлені у захисті державного суверенітету та територіальної цілісності України, вірність військовій присязі[2].